# Haza
Haza é um município da Espanha na província de Burgos, comunidade autónoma de Castela e Leão, de área 83,76 km² com população de 37 habitantes (2004) e densidade populacional de 0,44 hab/km².

## Demografia
| Variação demográfica do município entre 1991 e 2004 | Variação demográfica do município entre 1991 e 2004 | Variação demográfica do município entre 1991 e 2004 | Variação demográfica do município entre 1991 e 2004 |
| --------------------------------------------------- | --------------------------------------------------- | --------------------------------------------------- | --------------------------------------------------- |
| 1991                                                | 1996                                                | 2001                                                | 2004                                                |
| 52                                                  | 45                                                  | 35                                                  | 37                                                  |